# Cyrtinus hispidus
Cyrtinus hispidus es una especie de escarabajo longicornio del género Cyrtinus, tribu Cyrtinini, orden Coleoptera. Fue descrita científicamente por Martins & Galileo en 2009.

## Descripción
Mide 3 milímetros de longitud.

## Distribución
Se distribuye por Ecuador.